# (I Just) Died in Your Arms
(I Just) Died in Your Arms är en hit från 1986, skriven av Nick Van Eede från rock/pop-gruppen Cutting Crew och gruppens första singel. Låten blev en världshit i mitten-slutet av 1980-talet då den bland annat toppade listor i USA, Kanada och Norge. I Sverige låg den som bäst på andra plats på Sverigetopplistan. I USA toppade låten i maj 1987 Billboard Hot 100.
Låten har bland annat medverkat i filmerna Never Been Kissed och Hot Rod och tv-spelet Grand Theft Auto: Vice City.

## Listplaceringar
| Lista (1986-1987) | Topplacering |
| ----------------- | ------------ |
| Nederländerna     | 16           |
| Norge             | 1            |
| Nya Zeeland       | 50           |
| Schweiz           | 4            |
| Sverige           | 2            |
| Österrike         | 9            |